# Château Levat
Le château Levat est une folie montpelliéraine située au no 44 de l'avenue Saint-Lazare, à Montpellier, dans l'Hérault.

## Historique
Les rares éléments concernant le domaine indiquent qu'un de ses propriétaires, le marchand Jean-David Levat, fait élever l'édifice en 1763-1764 et lui donne son nom.
Plus récemment, le château était la propriété de la Chambre des métiers et de l'artisanat de l'Hérault. En mai 2008, son président annonce une future vente du domaine, entraînant une controverse et l'abandon temporaire du projet. Le domaine est finalement vendu à un promoteur en 2014, qui réhabilite le château et lotit une partie du parc pour y construire une résidence services séniors haut de gamme contiguë à l'ancienne orangerie. Le bâtiment du château est occupé aujourd'hui (2022) par un cabinet d'architectes.

## Description
Le bâtiment s'élève sur de larges terrasses auxquelles on accède par quatre marches. Il comprend un étage sur rez-de-jardin sous toit de tuiles creuses à faible pente. Dans sa longueur, il développe à chaque étage une enfilade de huit ouvertures, les trois situées au milieu du niveau inférieur étant des portes-fenêtres en plein cintre. La totalité de ce niveau présente un appareillage à refends, caractéristique du vocabulaire néoclassique.
La décoration intérieure comporte des gypseries dans les salons. Les dessus de portes représentent des sujets tirés des Fables de La Fontaine.

## Protection
L'ensemble comprenant le château, les deux terrasses latérales et la terrasse postérieure, y compris les balcons en fer forgé des façades principales et latérales fait l’objet d’une inscription au titre des monuments historiques depuis le 12 avril 1944.